# 雷舍蒂利夫卡

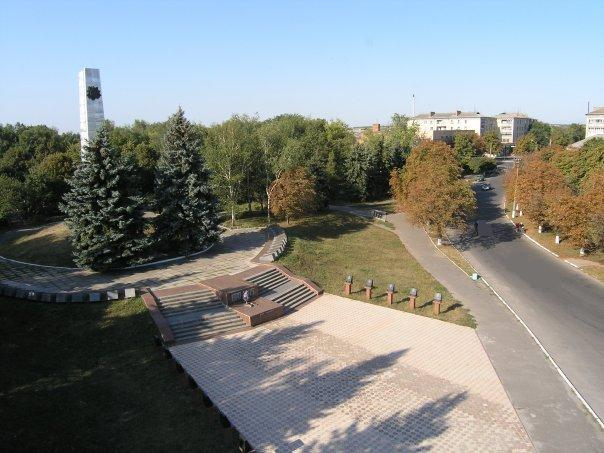
雷舍蒂利夫卡

雷舍蒂利夫卡（羅馬化：Reshetylivka），或按俄语译为列舍季洛夫卡，是烏克蘭中部波爾塔瓦州波爾塔瓦區雷舍蒂利夫卡市镇内的城市及其行政中心，亦曾是雷舍蒂利夫卡區的区府。該城始建於1638年，面積9平方公里，海拔高度93米，2022年人口数量为9,021人，人口密度每平方公里1,037.3人。

## 備註
1. ↑  俄语：